# おうし座オミクロン星
おうし座ο星（おうしざオミクロンせい、英語: ο Tauri)は、おうし座にある恒星である。おうし座ο星は、黄色のG型巨星で、視等級は3.6等ある。この恒星の質量は太陽の3倍、半径は15倍である。干渉法で測定した後者の値に基づくと、自転周期は533日である。地球からは約212光年離れており、太陽の155倍の光度を持つ。
おうし座ο星は連星であり、2つの恒星は、0.263の軌道離心率で、1,655日間の周期で互いの周りを公転している。